# Megaervas

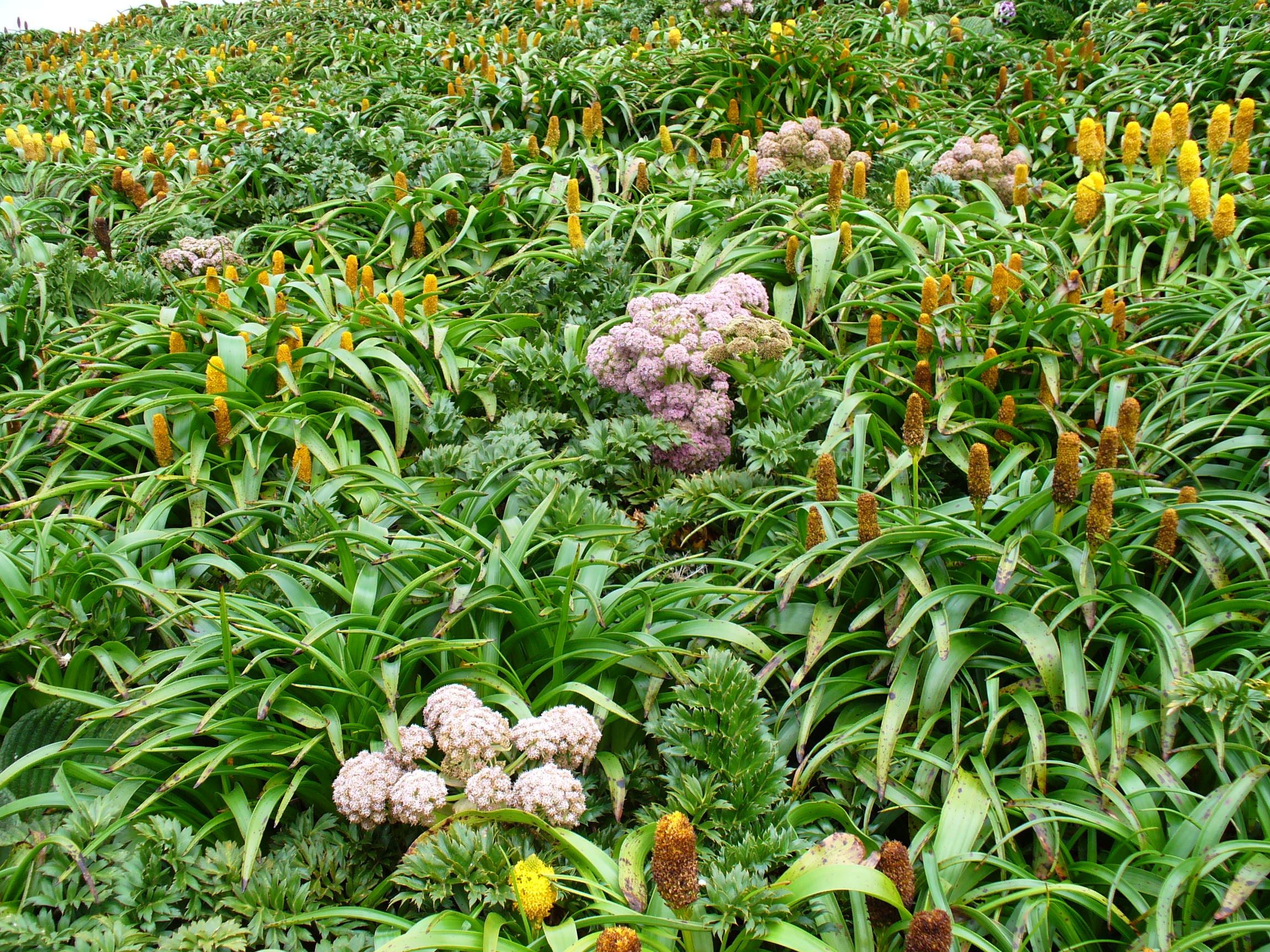
Uma comunidade de megaervas na Ilha de Campbell, uma das várias ilhas do sub-antárctico neozelandês. As flores amarelas e de folha semelhantes a correias pertencem à espécie Bulbinella rossii, o lírio de Ross, enquanto as cor-de-rosa pertencem à cenoura da ilha de Campbell, Anisotome latifolia.

As megaervas são um grupo de plantas herbáceas perenes que ocorre nas ilhas sub-antárcticas da Nova Zelândia. Caracterizam-se pelo seu grande tamanho, com folhas enormes e flores gigantes, por vezes de cor invulgar, tendo se desenvolvido como adaptação às condições climatéricas adversas das ilhas. o gado introduzido durante o século XIX reduziu fortemente a população de megaervas, levando a um dano tão grande que no final do século XX encontravam-se ameaçadas de extinção. Desde a erradicação do gado em 1993, as megaervas têm-se regenerado com sucesso e de forma dramática.

## Distribuição e história

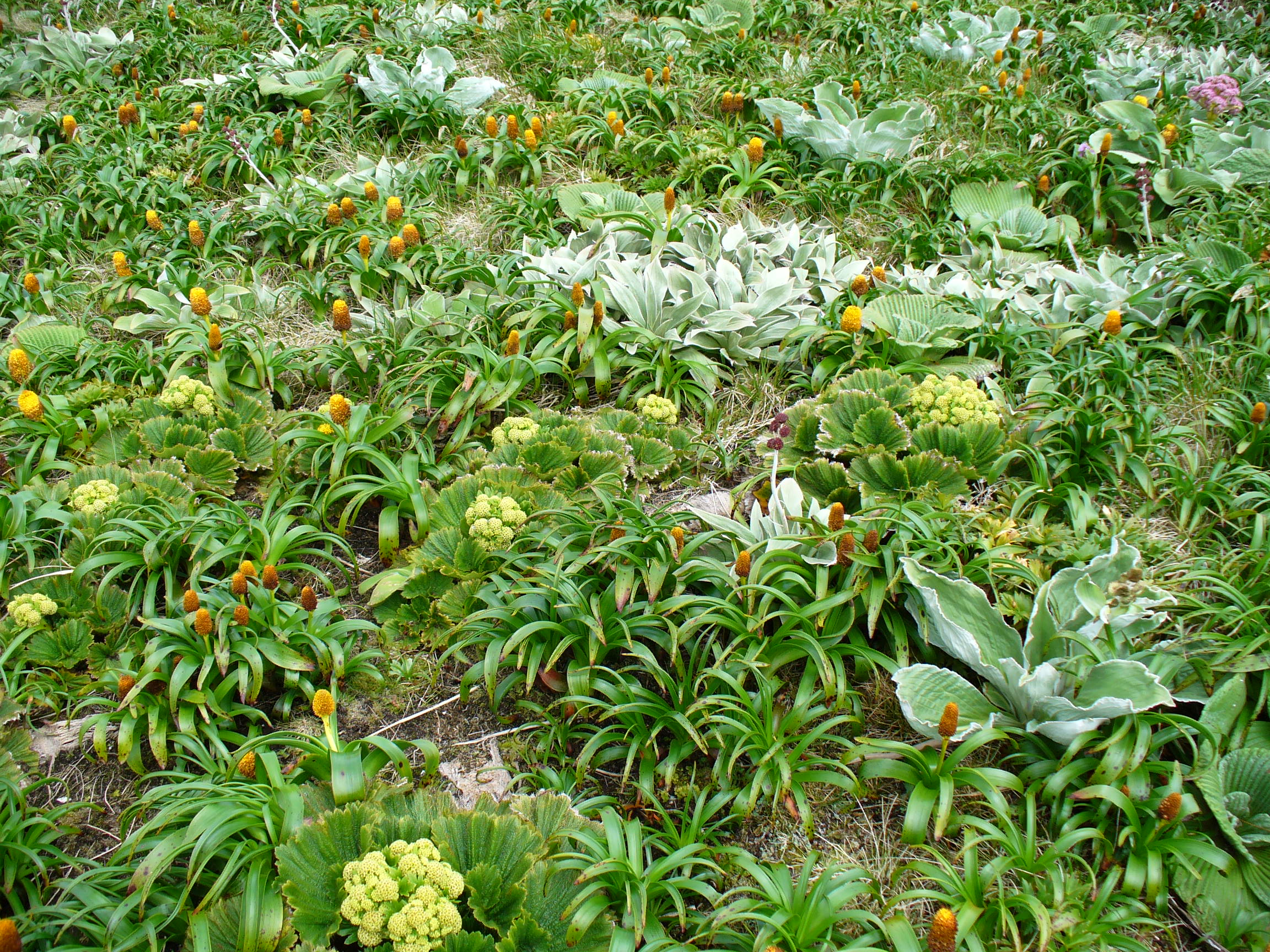
Comunidade de megaervas na ilha de Campbell. A de flores amarelas é a Bulbinella rossii, as flores esbranquiçadas são de Stilbocarpa polaris, a couve da ilha Macquarie. Também surgem duas espécies distintas de Pleurophyllum.

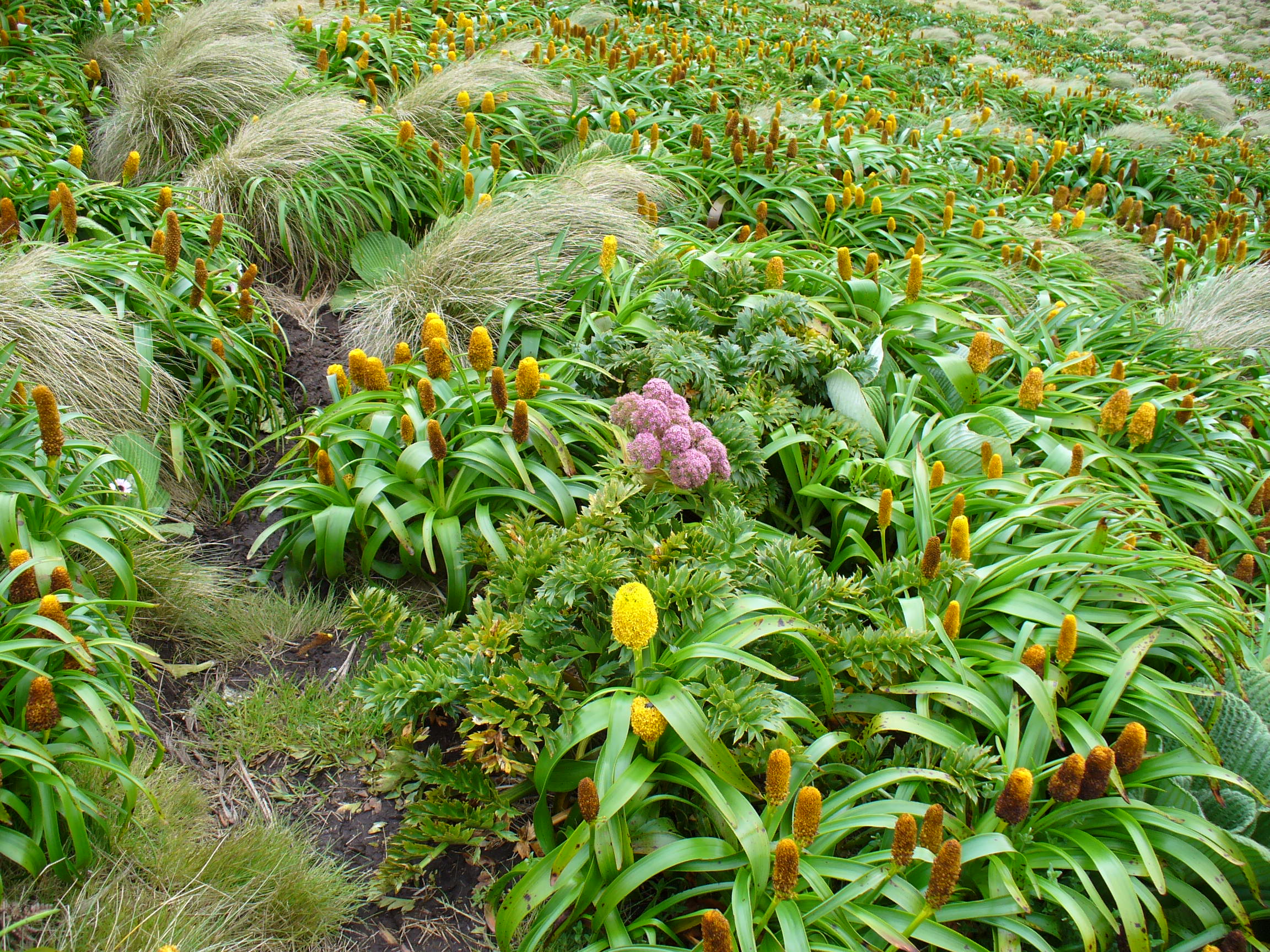
As flores amarelas são de Bulbinella rossii e as cor-de-rosa de Anisotome latifolia.

As megaervas ocorrem em várias ilhas sub-antárticas da Nova Zelândia, predominantemente nos grupos das ilhas Snares, ilhas Auckland e ilhas Campbell. Aqui, estas plantas evoluíram em resposta condições climatológicas e de solo, bem como à ausência de predadores herbívoros. O clima é muito húmido, frio e extremamente ventoso; os solos são turfosos, ácidos e pobres em nutrientes. A quase contínua cobertura nebulosa leva a que as ilhas experimentem baixos níveis de luz solar.
O termo megaerva foi usado pela primeira vez por Sir James Clark Ross durante a sua expedição antárctica de 1839-1843. Sir Joseph Hooker, o botânico da expedição, registou o facto das megaervas produzirem "uma demonstração floral que em nada ficava a dever às suas homólogas tropicais". Apesar de pequenas em tamanho em comparação com outras plantas encontradas em latitudes tropicais, as megaervas são notáveis devido ao seu tamanho ser muito superior ao de qualquer outra erva perene que se desenvolva em outras ilhas sub-antárcticas pois, regra geral, o clima adverso e as condições de solo nestas têm um efeito atrofiante no desenvolvimento vegetal.

## Espécies de Megaervas
A maioria das megaervas sub-antércticas florescem "em massa", num ciclo que dura aproximadamente três anos. Nos anos em este que não ocorre, algumas plantas florescem, mas sem nunca atingir o efeito criado pela florescimento em massa. 
Um do componentes principais destas comunidades é a espécie Bulbinella rossii (lírio-de-Ross). Esta planta forma tapetes e possui folhas suculentas em forma de correia que podem atingir 60 cm. A sua inflorescência, composta por flores amarelas vivas, pode atingir 90 cm. Os seus parentes mais próximos parecem ser a Bulbinella hookeri (lírio-maori) das ilhas principais neozelandesas, e a Bulbinella floribunda da África do Sul.
A Anisotome latifolia (cenoura-da-ilha-Campbell) apresenta flores rosa em umbelas enormes que podem atingir os 75 cm de diâmetro e uma altura de 150 cm.
O Pleurophyllum speciosum (margarida-da-ilha-Campbell) parece estar mais próxima das margaridas do género Cineraria de África e ilhas Canárias, do que com quaisquer outras. Formam uma imensa roseta de folhas grandes e peltadas com até 120cm. As suas flores vão desde rosa-púrpura a lilás claro, com um centro grenat e dispõem-se em inflorescências com até 60cm de altura.
Outras duas espécies de Pleurophyllum, Pleurophyllum hookeri e Pleurophyllum criniferum estão também presentes, de folhas semelhantes e atingindo cerca de 90cm de altura. As flores de P. hookeri são carmesins, enquanto as de P. criniferum quase negras. Ocorrem ainda híbridos naturais entre estas três espécies.
A Damnamenia vernicosa (margarida-de-olho-negro), possui flores brancas de centro negro com 5cm de diâmetro, apesar da planta, por si, atingir apenas 10cm de altura.
AStilbocarpa polaris (couve-da-ilha-Macquarie) é um membro da família Araliaceae, crescendo em tapetes até 90cm de altura, com folhas serrilhadas e inflorescências com flores verde-lima com 60cm de diâmetro.

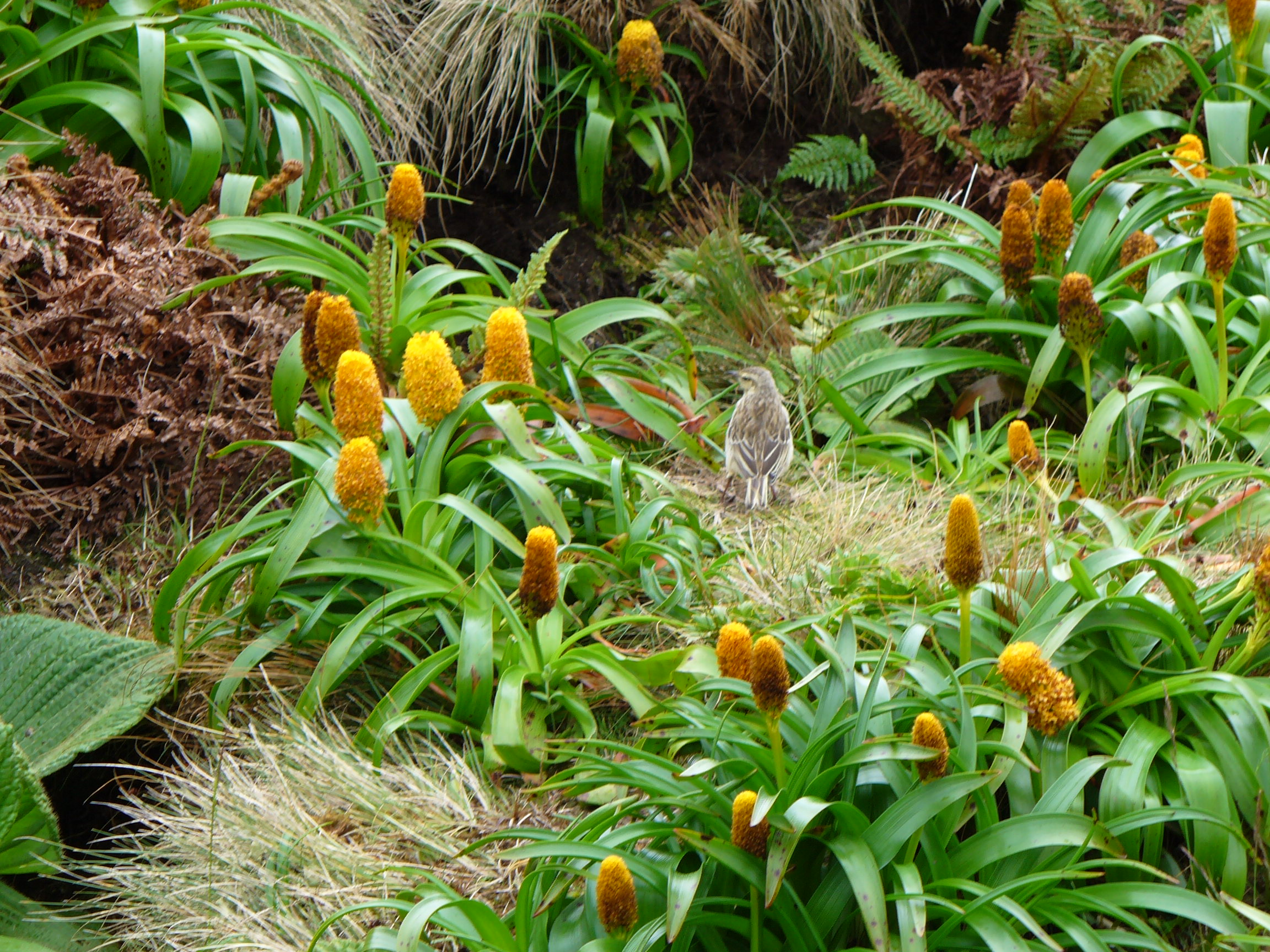
Bulbinella rossi
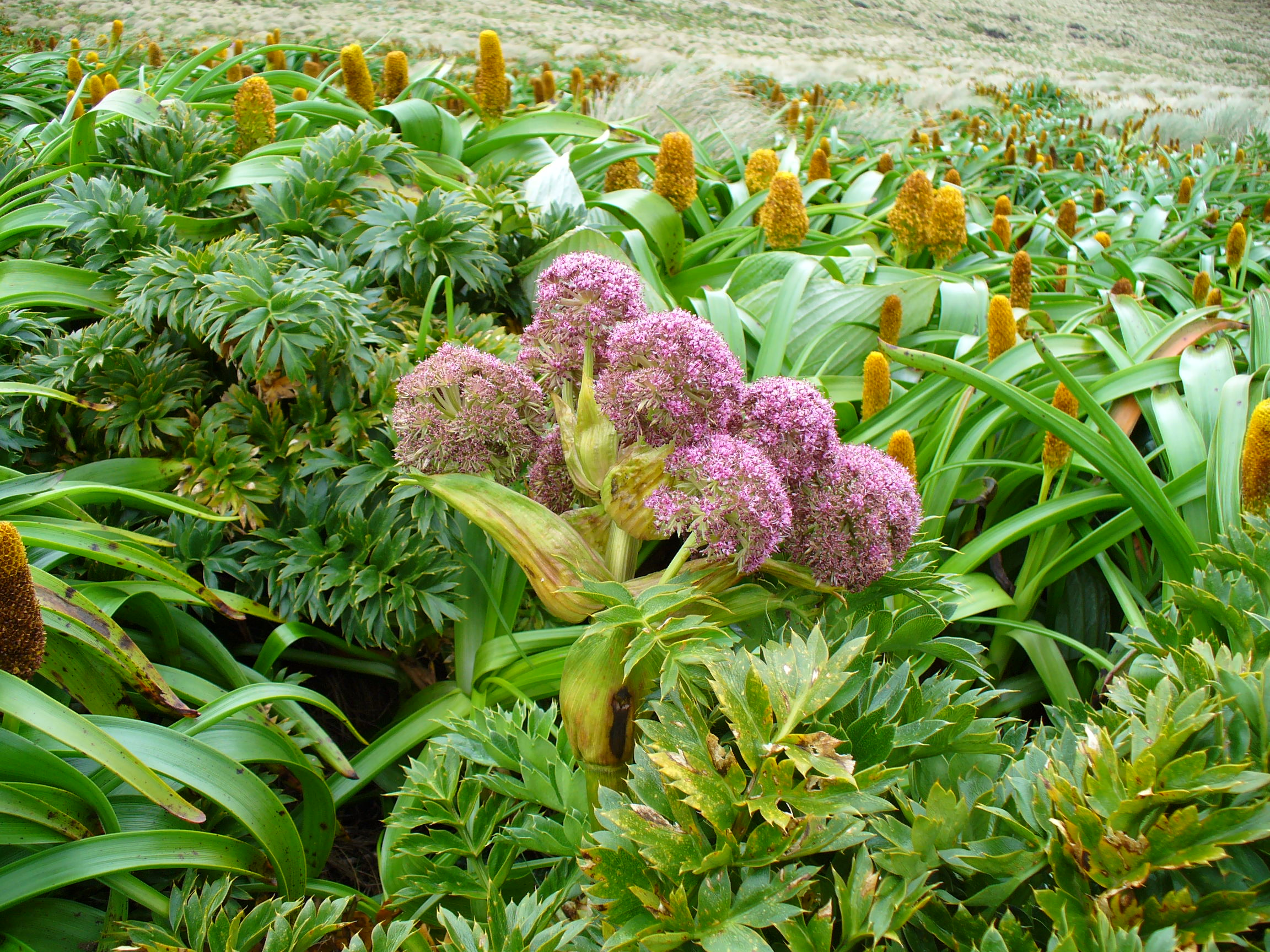
Folhas e flores de Anisotome latifolia
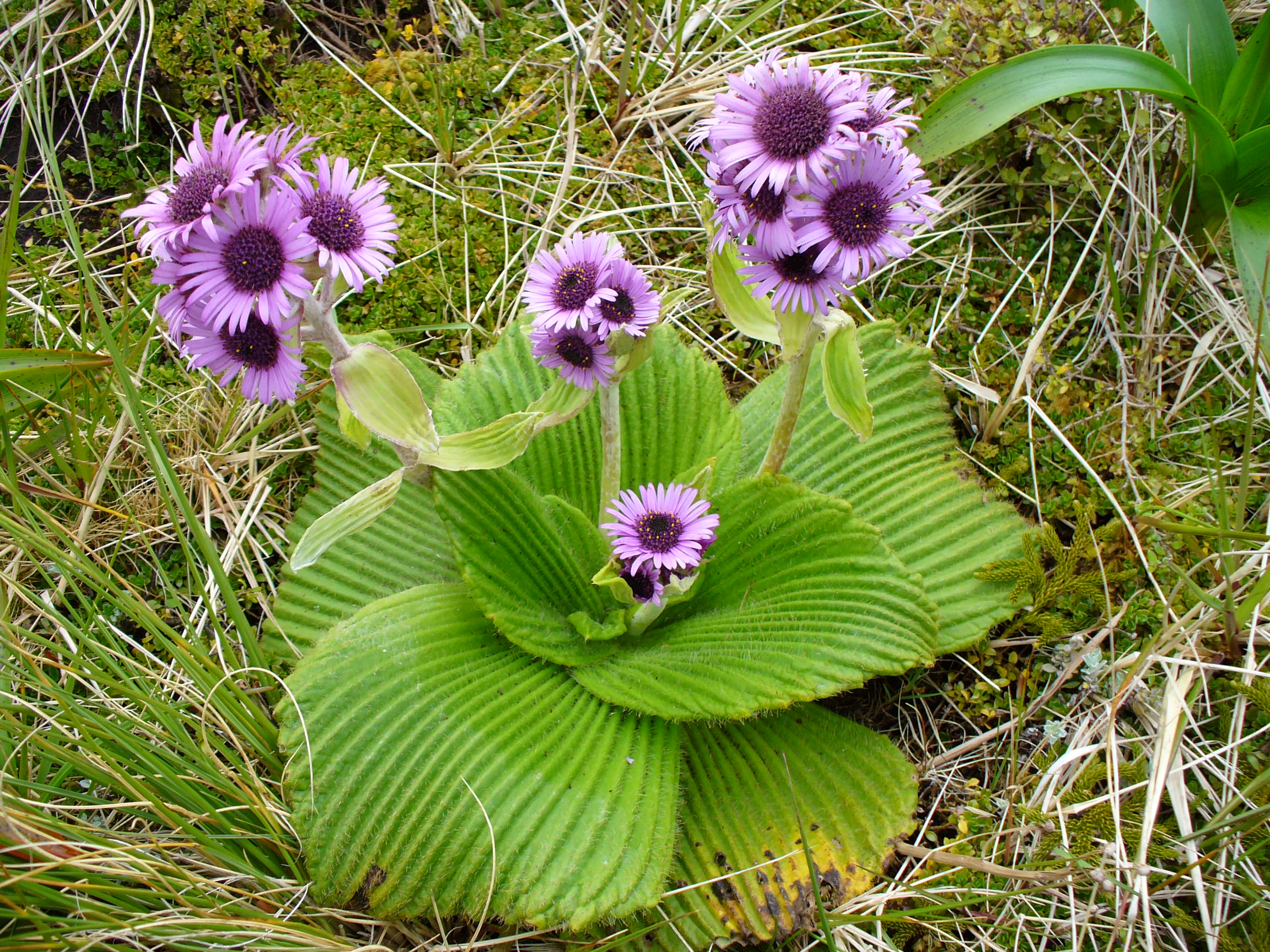
Pleurophyllum speciosum, a margarida-da-ilha-Campbell.
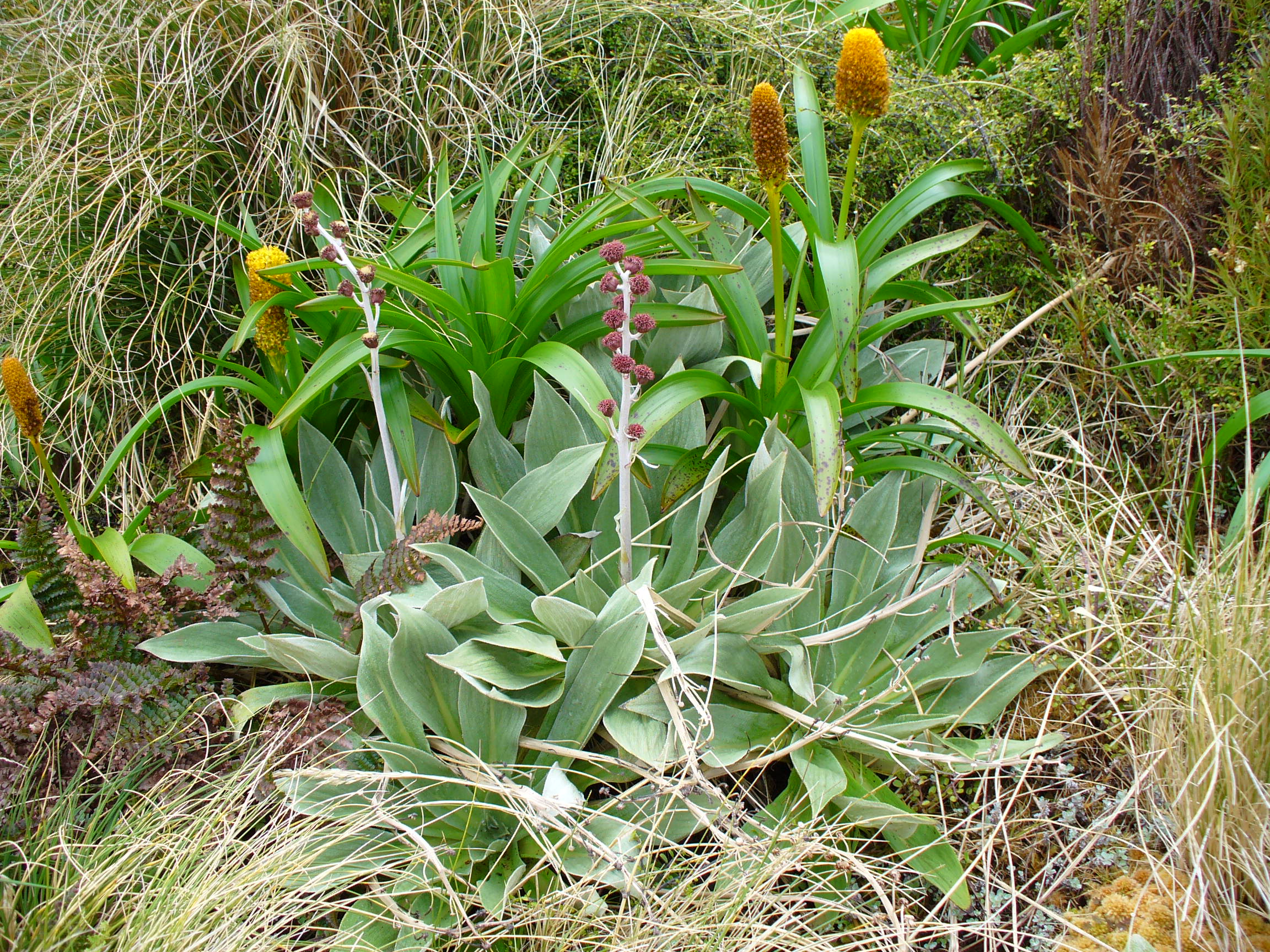
Pleurophyllum hookeri
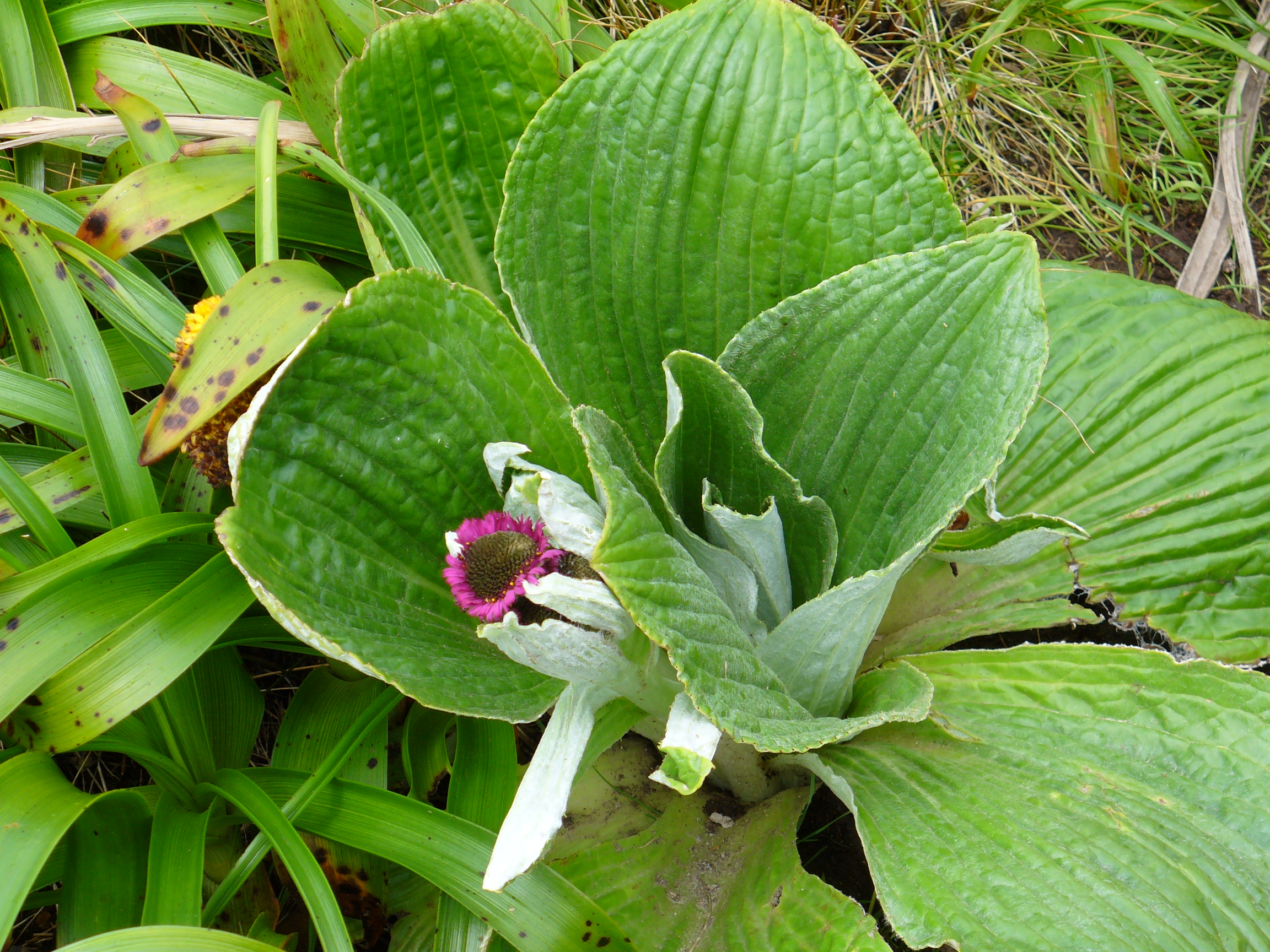
Um híbrido entre Pleurophyllum hookeri e Pleurophyllum speciosum
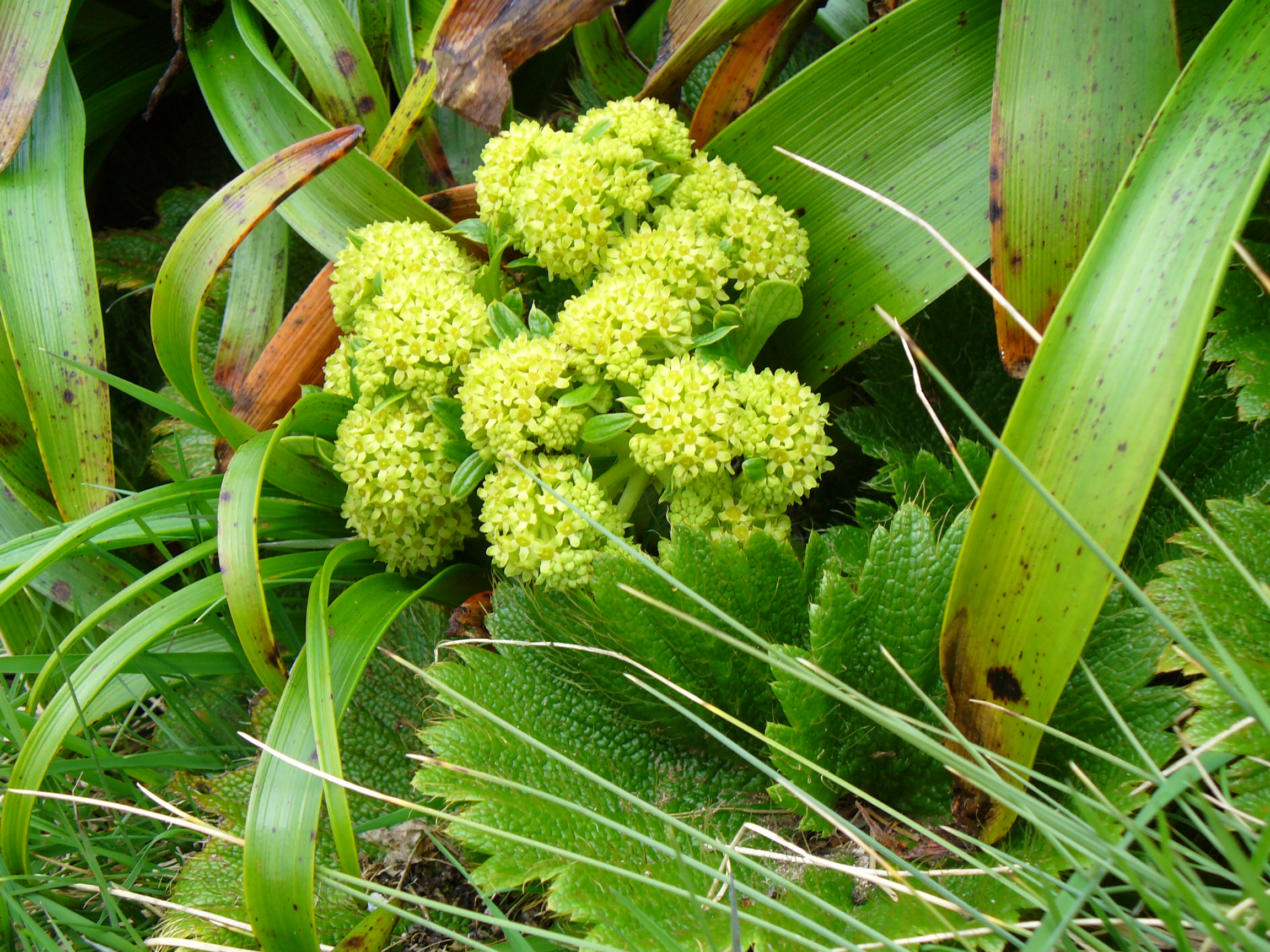
Stilbocarpa polaris.

## Plantas companheiras nas comunidades de megaervas

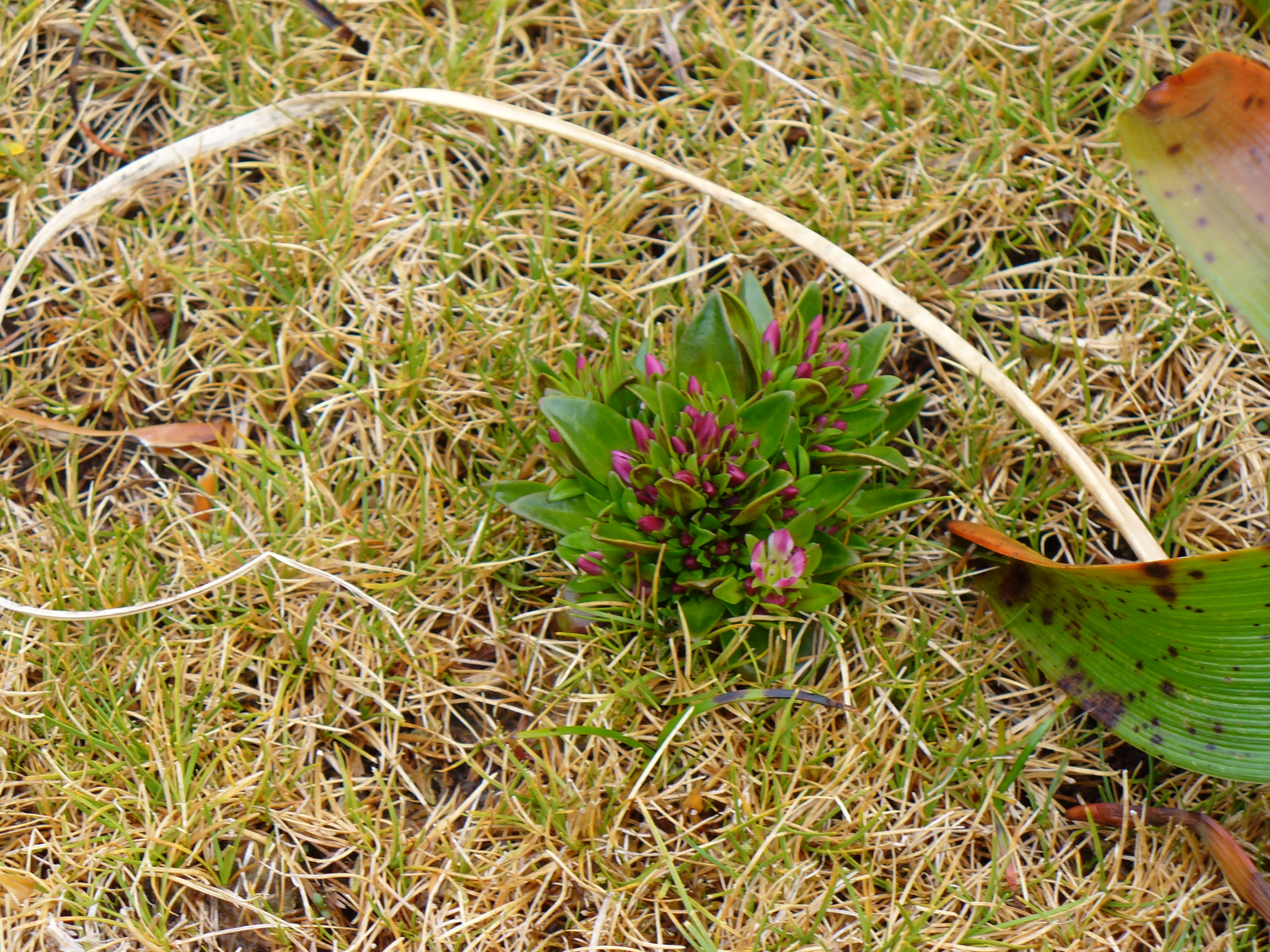
Gentianella antarctica

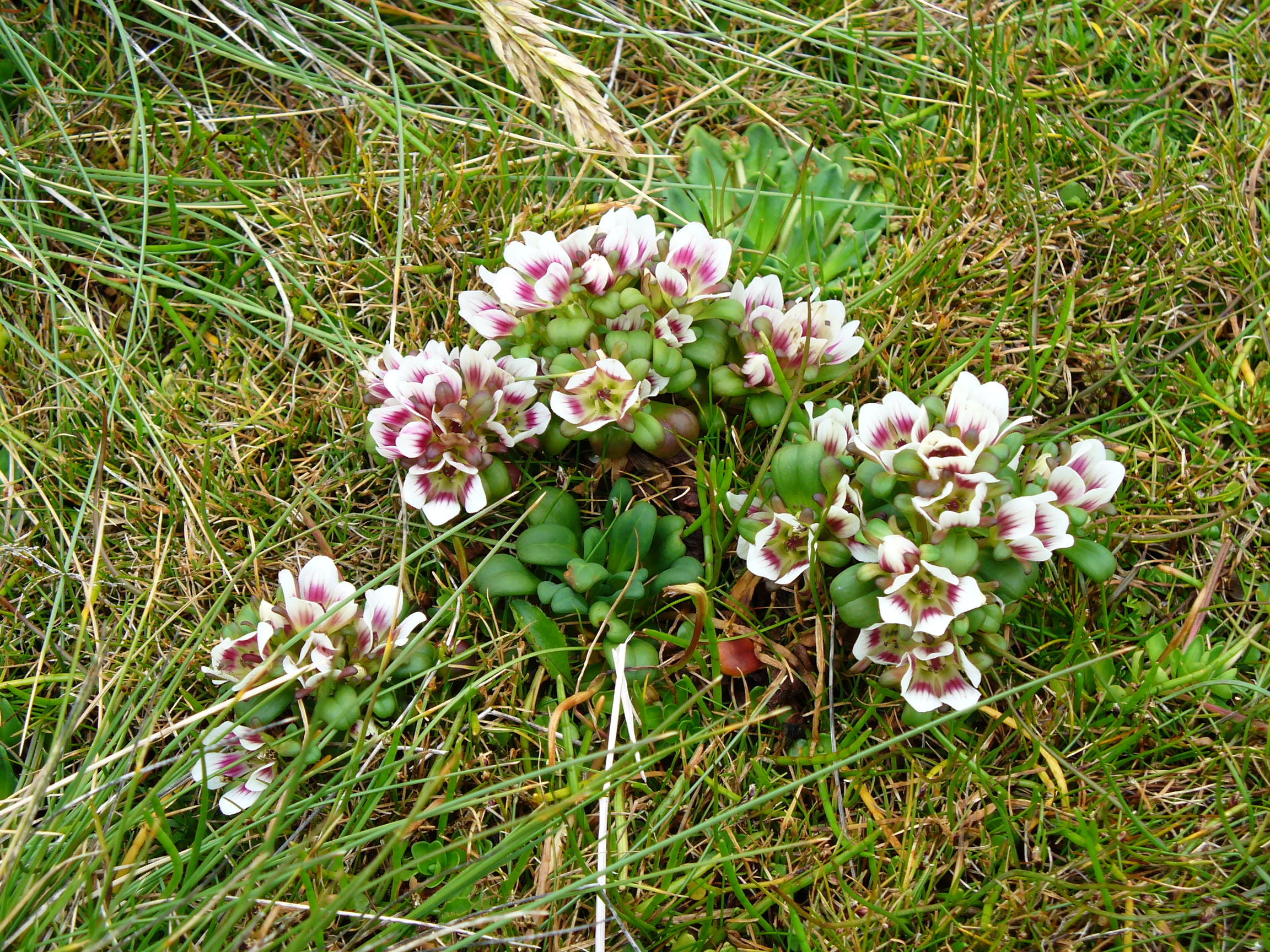
Gentianella concinna

Crescendo juntamente com as megaervas, encontram-se outras plantas tais como margaridas, hebes e três espécies de genciana: Gentianella cerina (genciana gigante), crescendo até 15cm com flores de 2,5cm de diâmetro, variando entre as cores branca a rosa pálido, vermelho e púrpura, Gentianella antarctica e Gentianella concinna, ambas com flores vermelho-rosadas.

## Ameaças
As ilhas sub-antárcticas da Nova Zelândia são desabitadas (com a excepção do pessoal de pesquisa científica da estação meteorológica da ilha de Campbell. No século XIX, foram introduzidas espécies herbívoras tais como coelhos, porcos, ovelhas, cabras e bovinos de forma a proporcionar alimento a potenciais vítimas de naufrágios. As suas populações, devido à inexistência de predadores, aumentaram de tal forma, que levaram as comunidades de megaervas ao risco sério de extinção. Em 1987 o Departamento da Conservação da Nova Zelândia iniciou a tarefa de eliminar todas as espécies introduzidas nas ilhas, tendo este trabalho sido completado em 1993. Desde essa altura a vegetação tem recuperado de forma rápida.
A colheita de megaervas é proibida. Tem se observado que espécimes colhidos legalmente e cultivados em jardins botânicos em Invercagill na Ilha Sul da Nova Zelândia parecem fracos e doentes em comparação com as populações originais. Estas plantas evoluíram de forma a se desenvolveram nas condições climatéricas e de solo muito específicas das ilhas neozelandesas sub-antárcticas e como tal, parecem não se adaptar a condições mais "benignas".